# Charles Coltman-Rogers
Charles Coltman-Rogers ( * 1854 - 1929 ) fue un botánico inglés, especialista en pinos.

## Algunas publicaciones
- 1910. Mr. William Carruthers, Ph.D., F.R.S., F.L.S., F.G.S., &c: A sketch of the services rendered by W. Carruthers as Consulting Botanist to the Royal Agricultural Society of England. 12 pp.

### Libros
- 1920. Conifers and their characteristics. Ed. Kessinger Publishing. 368 pp. ISBN 1-120-18118-6

## Honores
Fue elegido miembro de la Sociedad linneana de Londres, el 4 de noviembre de 1920.
- La abreviatura «Coltm.-Rog.» se emplea para indicar a Charles Coltman-Rogers como autoridad en la descripción y clasificación científica de los vegetales.[2]